# 阿莫勒
阿莫勒（波斯语：‎）是伊朗马赞德兰省的一座城市，距离里海约20公里，距离厄尔布尔士山脉约10公里。